# Gianni Gianese
Gianni Gianese (Roma, 29 luglio 1928 – Roma, 2017) è stato uno scultore italiano.

## Biografia
Nato a Roma da famiglia di origine veneta, è stato uno scultore italiano per il cinema e il teatro, autore anche di diversi monumenti di città italiane.
A causa del conflitto bellico in corso, trascorse la sua giovinezza con le zie in Veneto, nella zona del Polesine. Durante questo periodo si appassionò all'osservazione della natura, con particolare interesse per gli animali, che ha iniziato subito a rappresentare con disegni e dipinti.
Si trasferì a Roma solo alla fine della Seconda Guerra Mondiale e la sua produzione artistica, realizzata durante il soggiorno nel Polesine, convinse la famiglia a iscriverlo al liceo artistico di Via Ripetta a Roma. Completò i suoi studi all'Accademia di Belle Arti.
Sin dai tempi dell'Accademia lavorò nel campo della decorazione grazie alla stima del suo insegnante di ornato e, parallelamente, a ideare strisce di fumetto sui periodici.
È della seconda metà degli anni Quaranta l'invenzione del personaggio di Lindoro il castoro pubblicato su L'Ometto Pic, edito dal tipografo romano Fausto Capriotti.
La maggior parte della sua attività fu quella di scultore per il cinema e il teatro per oltre sessant'anni. Lavorò per Fellini, Pasolini, Terry Gilliam, Martin Scorsese, Steven Spielberg, Luchino Visconti, Elio Petri, Lina Wertmüller, Franco Zeffirelli. 
Realizzò anche fontane, monumenti e sculture sacre in bronzo per l'arredo urbano.
Nel teatro collaborò tra gli altri con Luca Ronconi, Carmelo Bene, Mauro Bolognini, Gabriele Lavia, Liliana Cavani, Giorgio Ferrara, Robert Carsen, Grahm Vik. Realizzò sculture per il Teatro alla Scala di Milano, il Festival di Salisburgo, per l'Opéra di Parigi, di Nanterre, di Zurigo e per i principali teatri italiani. Intensa fu anche la sua collaborazione con lo scenografo italiano Dante Ferretti.
Oggi alcune sue maquettes di studio in sezione dell'Opéra Garnier di Parigi sono esposte stabilmente al Museo d'Orsay, altre al Louvre. Numerose sue opere sono esposte, infine, anche a Sidney in Australia, negli Stati Uniti, in America Latina.